# The Dixie Cups
The Dixie Cups is een voormalig Amerikaans zangtrio uit de jaren 1960. Ze zijn vooral bekend door een reeks hits, waaronder hun in 1964 uitgebrachte miljoenenseller Chapel of Love, People Say en Iko Iko.

## Oorspronkelijke groepsleden
- Barbara Ann Hawkins (geboren 23 oktober 1943)
- Joan Marie Johnson (15 januari 1944 - 2 oktober 2016)
- Rosa Lee Hawkins (23 oktober 1945 - 11 januari 2022)

## Carrière
De groep bereikte de top van de hitlijsten in 1964 met Chapel of Love, een nummer dat Phil Spector, Jeff Barry en Ellie Greenwich oorspronkelijk hadden geschreven voor The Ronettes. Ze zongen voor het eerst samen op de lagere school. Oorspronkelijk zouden ze Little Miss & the Muffets heten, maar vlak voor hun eerste publicaties kregen ze hun naam The Dixie Cups.
In 1963 besloot het trio om een professionele carrière in de muziek na te streven en begon ze plaatselijk te zingen als The Meltones. Binnen een jaar werd Joe Jones, een succesvolle zanger met de Top 5-single You Talk Too Much uit 1960, hun manager. Na vijf maanden met hen te hebben gewerkt, nam Jones hen mee naar New York, waar platenproducenten/songwriters Jerry Leiber & Mike Stoller hen contracteerden bij hun nieuwe label Red Bird Records.
De debuutsingle van The Dixie Cups was Chapel of Love, die hun grootste hit werd en in juni 1964 de nummer één bereikte in de Billboard Hot 100. Chapel of Love verkocht meer dan een miljoen exemplaren en werd bekroond met een gouden schijf. In 1987 verscheen het nummer Chapel of Love op de soundtrack van Full Metal Jacket en in de film Father of the Bride uit 1991. De hitsingle van The Dixie Cups stond op nummer 279 in de lijst van The 500 Greatest Songs of All Time van Rolling Stone. De groep had ook verschillende andere hits, waaronder People Say (#12, 1964), You Should Have Seen the Way He Looked at Me (#39, 1964), Little Bell (#51, 1965) en Iko Iko (#20, 1965).
Het traditioneel lied Iko Iko uit New Orleans werd opgenomen in 1964, maar werd later begin 1965 als single uitgebracht. Barbara Hawkins had haar grootmoeder het lied horen zingen, voor het eerst opgenomen in 1953 als Jock-a-Mo door James 'Sugar Boy' Crawford. Leiber en Stoller overdubden een baslijn en percussie en brachten die uit. Het was de vijfde en laatste hit van The Dixie Cups.
In 1965 verhuisden The Dixie Cups naar het platenlabel ABC-Paramount voordat een opnamepauze in 1966 hun carrière tijdelijk onderbrak. In 1974 verhuisden de zusjes Hawkins van New York naar New Orleans, waar ze allebei een succesvolle modellencarrière begonnen. Barbara Ann en Rosa Lee werkten als visagisten. Joan Johnson trok zich terug uit de groep, niet in staat om de stress van het reizen aan te kunnen. The Dixie Cups bleven toeren als trio met de zangeres Beverly Brown uit New Orleans, ter vervanging van Joan Johnson, die zich bekeerde tot Jehova's Getuige en haar muziekcarrière beëindigde. Brown, die begin jaren 1960 twee solo-cd's had opgenomen, bleef het derde lid tot het begin van de jaren 1980 tot ze ziek werd en werd vervangen door Dale Mickle. The Dixie Cups bleven optreden en hadden persoonlijke optredens. De huidige bezetting bestaat uit de Hawkins-zussen (tot de dood van Rosa Lee in 2022) samen met Athelgra Neville, de zus van de zingende Neville Brothers.
Op 29 augustus 2005 raasde de orkaan Katrina door Louisiana, waarbij een groot deel van New Orleans onder water kwam te staan en Barbara en Rosa Hawkins werden verdreven, die vervolgens naar Florida verhuisden. Joan Johnson verhuisde naar Texas. Twee jaar later, in april 2007, eerde de Louisiana Music Hall of Fame The Dixie Cups als inductees voor hun bijdragen aan de muziek van Louisiana.

## Overlijden
Joan Marie Johnson overleed in New Orleans op 3 oktober 2016 op 72-jarige leeftijd aan congestief hartfalen. Rosa Lee Hawkins overleed op 11 januari 2022 op 76-jarige leeftijd aan chirurgische complicaties.

## Discografie

### Singles
- 1964: Chapel of Love
- 1964: People Say
- 1964: You Should Have Seen the Way He Looked at Me
- 1964: Little Bell
- 1965: Iko Iko
- 1965: Gee the Moon Is Shining Brightly
- 1965: Two-Way-Poc-a-Way
- 1965: What Goes Up, Must Come Down
- 1965: A-B-C Song
- 1966: Love Ain't So Bad (After All)

### Albums
- 1964: Chapel of Love
- 1965: Iko Iko
- 1965: Riding High
- 1979: Teen Anguish Volume One
- 2011: Doing It Our Way

### Compilaties
- 1985: The Best of the Dixie Cups
- 1986: The Dixie Cups Meet the Shangri-Las (splitalbum, met The Shangri-Las)
- 1988: Lil' Bit of Gold (mini-album)
- 1998: Chapel of Love: The Very Best of the Dixie Cups
- 2002: The Complete Red Bird Recordings